# Международный теннисный турнир в Пьемонте
Torneo Internazionale Regione Piemonte — профессиональный женский теннисный турнир. Играется на открытых кортах с грунтовым покрытием.
Соревнования традиционно проводятся в итальянском городе Бьелла в начале осени.

## Общая информация
Пьемонтский турнир создан в 2000-м году как небольшое соревнование женского тура. Вскоре призовой фонд увеличился до 50 000 долларов, из-за чего соревнование повысилось в своём статусе: в Бьеллу стали приезжать многие игроки Top100 одиночного рейтинга.
В 2007 году призовой фонд увеличился ещё в два раза.

### Победители и финалисты
Одиночное соревнование, несмотря на то, что уже с третьего турнира приз проводится приблизительно в одни и те же сроки, не имеет не только ни одной двукратной победительницы, но и ни одной теннисистки дважды игравшей в финалах.
Также за историю турнира ни одна спортсменка не смогла взять в проигранном финале более пяти геймов за сет, а один раз и вовсе была зафиксирована досрочная победа из-за отказа одной из участниц решающего матча.
Одиночный турнир покорялся двум итальянкам: Флавия Пеннетта выиграла приз 2002 года, а Мара Сантанджело — 2008 года. Ещё четырежды местные спортсменки уступали в финале.
Парный турнир покорялся более одного раза сразу двум спортсменкам: Рената Ворачова выиграла три приза, а Барбора Заглавова-Стрыцова — два.
Пять раз соревнование покорялась парам, составленных из теннисисток, представляющих одну страну: трижды этим государством была Чехия и по разу — Бразилия и Эстония. В 2006 году в решающем матче единственный раз играли сразу четыре представительницы одной страны и этим государством также была Чехия.

## Финалисты разных лет

### Одиночный турнир
| Год  | Чемпион             | Финалист             | Счёт            |
| ---- | ------------------- | -------------------- | --------------- |
| 2012 | Юханна Ларссон      | Анна Татишвили       | 6-3 6-4         |
| 2011 | Александра Каданцу  | Мариана Дуке-Мариньо | 6-4 6-3         |
| 2010 | Рената Ворачова     | Зузана Ондрашкова    | 6-4 6-2         |
| 2009 | Петра Мартич        | Шэрон Фичмен         | 7-5 6-4         |
| 2008 | Мара Сантанджело    | Елена Костанич-Тошич | 6-3 6-1         |
| 2007 | Агнешка Радваньская | Карин Кнапп          | 6-3 6-3         |
| 2006 | Стефани Форетц      | Татьяна Гарбин       | 7-5 3-1 — отказ |
| 2005 | Юлия Бейгельзимер   | Джулия Габба         | 6-2 6-4         |
| 2004 | Квета Пешке         | Виржини Раззано      | 6-1 6-1         |
| 2003 | Генриета Надьова    | Жофия Губачи         | 6-3 6-1         |
| 2002 | Флавия Пеннетта     | Сандра Клейнова      | 6-3 6-2         |
| 2001 | Далли Рандриантефи  | Жоана Кортес         | 6-1 6-1         |
| 2000 | Мая Матевжич        | Натали Виерин        | 6-0 6-2         |

### Парный турнир
| Год  | Чемпионы                                           | Финалисты                                          | Счёт           |
| ---- | -------------------------------------------------- | -------------------------------------------------- | -------------- |
| 2012 | Ева Грдинова Мервана Югич-Салкич                   | Сандра Клеменшиц Татьяна Малек                     | 1-6 6-3 [10-8] |
| 2011 | Лара Арруабаррена Екатерина Иванова                | Рената Ворачова Жанетта Гусарова                   | 6-3 0-6 [10-3] |
| 2010 | Мария Корытцева Иоана Ралука Олару                 | Андрея Клепач Орели Веди                           | 7-5 6-4        |
| 2009 | Сандра Клеменшиц Владимира Углиржова               | Дарья Кустова Рената Ворачова                      | 4-6 6-3 [10-6] |
| 2008 | Рената Ворачова (3) Барбора Заглавова-Стрыцова (2) | Лурдес Домингес Лино Аранча Парра Сантонха         | 4-6 6-0 [10-5] |
| 2007 | Марет Ани Кайя Канепи                              | Мервана Югич-Салкич Рената Ворачова                | 6-4 6-1        |
| 2006 | Барбора Стрыцова Рената Ворачова (2)               | Луция Градецкая Михаэла Паштикова                  | 6-3 6-2        |
| 2005 | Луция Градецкая Рената Ворачова                    | Марет Ани Мервана Югич-Салкич                      | 6-4 7-6(4)     |
| 2004 | Эрика Краут Мартина Мюллер                         | Дарья Юрак Мервана Югич-Салкич                     | 6-2 6-3        |
| 2003 | Любомира Курхайцова Либуша Прушова                 | Мартина Мюллер Ленка Немецкова                     | 6-2 6-4        |
| 2002 | Любомира Бачева Ева Бес-Остарис                    | Мария Хосе Мартинес Санчес Анабель Медина Гарригес | 7-5 2-6 7-6(5) |
| 2001 | Жоана Кортес Ванесса Менга                         | Даниэла Клеменшиц Сандра Клеменшиц                 | 7-6(4) 4-6 6-3 |
| 2000 | Кирстин Фрейе Адриенн Хегедуш                      | Ева Фислова Зузана Хейдова                         | 6-2 6-4        |